# Zdravilišče Radenci
Zdravilišče Radenci je zdraviliški in turistično rekreativni center v naselju Radenci.

## Geografija
Zdravilišče leži na levem bregu Mure na nadmorski višini okoli 200 mnm, pod severnimi obronki Slovenskih goric, ob cesti, ki povezuje Gornjo Radgono z Mursko Soboto. Od bližnje Gornje Radgone je zdravilišče oddaljeno okoli 8 km. Podnebje je deloma podalpsko, deloma kontinentalno.

## Zgodovina
Leta 1833 je Karl Henn  tu  odkril izvire slatine in 1869 postavil prvo polnilnico, zdraviliška dejavnost pa je se začela 1882. Razvoj zdravilišča je pospešila 1890 zgrajena železnica Gornja Radgona - Ljutomer. Med obema svetovnima vojnama so z novimi vrelci pospeševali pridobivanje mineralne vode, istočasno pa se je večala zdraviliška dejavnost. V šestdesetih in sedemdesetih letih 20. stol so zgradili nove polnilnice ter zdraviliške, hotelske in rekreacijske objekte.

## Naravno zdravilno sredstvo
Naravno zdravilno sredstvo je alkalno-muriatična in salinično-kisla mineralna voda s temperaturo 12 - 16ºC, ki vsebuje nad 3 g/liter (vezanega ali prostega) ogljikovega dioksida.

## Indikacije
Bolezni srca in ožilja, povečan krvni pritisk, bolezni ledvic in sečil, prostate, presnovne motnje, bolezni gastrointestinalnega trakta, paradontopatija.

## Kontraindikacije
Dekompenzirana srčna obolenja, bronhialna astma, kožne bolezni.

## Zdraviliška dejavnost
»Center zdravja in sprostitve« je opremljen z vsemi potrebnimi aparaturami za ugotavljne in obdelavo bolezni srca in ožilja ter s potrebno ekipo zdravnikov internistov, kardiologov, fiziologov, stomatologov in balneologov.
Zdravljenje: pitje in kopanje v segreti mineralni vodi (tepm. 34 °C), inhaliraje in masaža dlesen z mineralno vodo; medicinska telovadba, masaža, elektro in hidroterapija, termoterapija, blatne obloge, savne, solarij; dietalna prehrana; akupunktura.

## Bazeni
Bazenski kompleks ima skupno površino 1460 m². Sestavljajo ga notranji plavalni z navadno vodo, ki je rahlo ogrevana (do 29 °C) in zunanji termalni bazen s temperaturo vode okoli 34 °C, notranji bazen s toplimi vrelci (do 37 °C) in bazenčki za otroke z navadno rahlo ogrevano vodo (do 28 °C) in termalno vodo s temp. okoli 34 °C, ter bazen za knajpanje s hladno vodo.

## Nastanitev
Gostje Zdravilišča Radenci imajo možnost nastanitve v dveh štirizvezdičnih hotelih, Radin in Izvir. Hotel Radin z 291 sobami je osrednji hotel Zdravilišča Radenci, ki leži ob izvirih mineralne vode, v zeleni pokrajini žitnih polj in vinorodnih gričev ob reki Muri. Hotel Izvir z 128 sobami je povezan s Hotelom Radin. V hotelu nudijo nego telesa in krepitev telesne odpornosti z mineralno vodo. Hotel Izvir zato ponuja raznovrstne aktivnosti in programe za dobro počutje v wellnessu Corrium in Ayurveda centru Radenci.
V Zdravilišču Radenci se nahaja tudi Zdravstveni center Zdravilišče Radenci, ki je eden izmed redkih zdravilišč v Evropi s kar štirimi naravnimi zdravilnimi dejavniki (mineralna voda, termalna voda, zdravilno blato in blago podnebje z več kot 250 sončnimi dnevi na leto), na katerih temelji celovita zdravstvena ponudba sodobno opremljenega kardio-rehabilitacijskega centra.

## Rekreacija
- Jutranja gimnastika se izvaja v telovadnici
- Vaje v vodi se izvajajo v termalnem bazenu
- Aqua fitnes se izvaja v termalnem bazenu
- Pot med vrelci življenja (iz Zdravilišča Radenci se pohodniki lahko podajo na 8 kilometrov dolgo Pot med vrelci življenja, ki jih popelje do sedem različnih vrelcev mineralne vode v območju Radencev)
- Tenis v teniškem centru Radenci
- Jahanje (dvorec Rakičan pri Murski Soboti, konjeniški klub Zaton v Petanjcih)
- Golf v Moravskih Toplicah (Golf igrišče Livada) ali na Ptuju (Golf igrišče Ptuj)
- Trim kabinet
- Kolesarjenje, ribolov, lokostrelstvo
- Spust po Muri z gumenjakom ali tradicionalno »büjraško šefo«

## Izleti
Vinogradi in poskušnja vin v vinskih kleteh (Kapelske in Radgonske gorice, Janežev hram, Jeruzalem), kmečki turizem, črno lončarstvo v Filovcih, Plečnikova cerkev v Bogojini, kasaške dirke v Ljutomeru.